# For pengenes skyld
For pengenes skyld (russisk: Бешеные деньги) er en sovjetisk spillefilm fra 1981 af Jevgenij Matvejev.

## Medvirkende
- Ljudmila Nilskaja som Lidija Tjeboksarova
- Aleksandr Mikhajlov som Savva Vasilkov
- Jelena Solovej som Nadezjda Tjeboksarova
- Jurij Jakovlev som Ivan Teljatev
- Pavel Kadotjnikov som Grigorij Kutjumov